# Мартыновка (Кобелякский район)
Мартыновка (укр. Мартинівка) — село, Василевский сельский совет, Кобелякский район, Полтавская область, Украина.
Код КОАТУУ — 5321880906. Население по переписи 2001 года составляло 210 человек.

## Географическое положение
Село Мартыновка находится около большого болота урочище Долгое Болото, на расстоянии в 1 км от села Брынзы и 1,5 км от села Литвины.